# Luciana Sbarbati
Luciana Sbarbati (Roma, 10 maggio 1946) è una politica italiana.

## Biografia
Laureata in filosofia e psicologia nella Libera Università Maria Santissima Assunta, assistente universitaria, preside di scuola media, è un'esponente del Partito Repubblicano Italiano, membro della direzione nazionale e presidente del gruppo parlamentare. E per la prima volta Deputata alla Camera nel 1992 con il PRI, è stata vice presidente della Commissione Cultura.

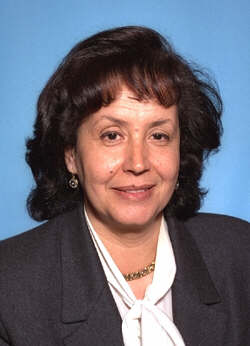
Luciana Sbarbati

Nel 1994 è eletta nella coalizione dei Progressisti, collegata alla lista di Rifondazione Comunista, nelle Marche, nel collegio di Senigallia e aderisce al gruppo misto con un altro esponente repubblicano (Denis Ugolini) facendo opposizione al governo Berlusconi I e sostenendo poi il governo Dini.
Nel 1996 partecipa alle elezioni col Partito Repubblicano Italiano che si presentava nel maggioritario con L'Ulivo e nel proporzionale in una lista con il Partito Popolare Italiano di Gerardo Bianco e l'Unione Democratica di Antonio Maccanico. Viene eletta nel maggioritario e entra nel gruppo misto, poi (sempre come repubblicana e fedele al centrosinistra) aderisce al gruppo di Rinnovamento Italiano e quindi forma una componente autonoma nel gruppo misto denominata Federalisti Liberaldemocratici e Repubblicani (con Giorgio La Malfa, Gianantonio Mazzocchin, Paolo Manca, Luigi Negri e Giovanni Marongiu). In questa legislatura è vice presidente della Commissione Istruzione.
Nel 1999 è stata eletta deputata europea del PRI, eletta nella circoscrizione dell'Italia centrale.
In seguito alla decisione del PRI di allearsi con la Casa delle Libertà di Silvio Berlusconi alle elezioni politiche del 2001, la Sbarbati ha assunto la guida del fronte di opposizione alla nuova linea del segretario del partito, favorevole a continuare l'alleanza con l'Ulivo.
Perso il confronto nel partito, ne esce e viene così fondato lo stesso anno il Movimento Repubblicani Europei, che la elegge segretaria nazionale. La coalizione di centrosinistra comunque non candida alle elezioni la Sbarbati, che quindi scende in campo nel collegio di Senigallia sostenuta dal MRE e raccoglie il 20,9% senza essere eletta.
La Sbarbati nelle elezioni europee del 2004 viene candidata nella lista Uniti nell'Ulivo nella circoscrizione centro, e viene eletta al Parlamento europeo ricevendo 113 000 preferenze. È iscritta al gruppo parlamentare dell'ALDE.
È membro della Commissione per le libertà civili, la giustizia e gli affari interni; della Commissione per le petizioni; della Commissione per i bilanci; della Delegazione alla commissione parlamentare mista UE-Romania; della Delegazione per le relazioni con Israele.
Per le elezioni politiche del 2006 ha partecipato alla campagna elettorale dell'Ulivo e della sua lista unitaria, comprendente anche l'MRE, ed è stata candidata capolista per i Repubblicani europei, non riuscendo però a raccogliere un numero di voti sufficiente per la propria elezione.
Dal 23 maggio 2007 è uno dei 45 membri del Comitato nazionale per il Partito Democratico.
Il 14 aprile del 2008 è stata eletta al Senato della repubblica nelle liste del PD e il 20 giugno dello stesso anno l'assemblea costituente nazionale del Partito democratico l'ha eletta componente del direttivo nazionale del partito.
Il 28 aprile 2010 lascia il gruppo del Partito Democratico e diventa membro del gruppo Unione di Centro, SVP e Autonomie.
Nel 2011, con la riunificazione di PRI e MRE, sancita dal congresso del PRI tenutosi a Roma il 25, 26 e 27 febbraio, Luciana Sbarbati torna nel PRI e nella Direzione Nazionale.
Alle elezioni regionali del 31 maggio 2015 si é schierata con il presidente uscente Gian Mario Spacca, sostenendo la lista Marche 2020-Area Popolare.
Nel 2020, in seguito a scontri interni al Partito Repubblicano Italiano riguardanti in particolare l'appoggio dato dal PRI al candidato di Fratelli d'Italia Francesco Acquaroli alle elezioni regionali nelle Marche, rilancia il MRE; il partito presenta quindi un proprio candidato (Graziano Fioretti, ex segretario della UIL Marche)  nella lista Mangialardi Presidente, a sostegno del candidato governatore del centrosinistra. Fioretti ottiene 652 preferenze, senza essere eletto.